# Masarguppi, Athni
Masarguppi là một làng thuộc tehsil Athni, huyện Belgaum, bang Karnataka, Ấn Độ.